# I postini di Middlemost
I postini di Middlemost (Middlemost Post) è una serie televisiva animata statunitense del 2021, creata da John Trabbic III.
La serie viene trasmessa negli Stati Uniti su Nickelodeon dal 9 luglio 2021. In Italia viene trasmessa dal 14 marzo 2022 su Nickelodeon e in chiaro su Super!.

## Trama
La serie è incentrata sulle avventure di Parker J. Cloud, un ex nuvola di pioggia, il suo amico Angus e il tricheco Russell mentre consegnano la posta in tutto il Monte Middlemost.

## Episodi
| Stagione         | Episodi | Prima TV USA | Prima TV Italia |
| ---------------- | ------- | ------------ | --------------- |
| Prima stagione   | 21      | 2021-2022    | 2022            |
| Seconda stagione | 15      | 2022         | 2022-2023       |
| Corti            | 3       | 2021         | inediti         |

## Personaggi e doppiatori
- Parker J. Cloud, voce originale di Becky Robinson, italiana di Tatiana Dessi.
- Angus Roy Shackelton Terzo, voce originale di John DiMaggio, italiana di Daniele Raffaeli.
- Lily, voce originale di Kiren, italiana di Daniela Abbruzzese.
- Mayor (o Sindaco) Peeve, voce originale di Colton Dunn, italiana di Raffaele Palmieri.
- Ryan, voce originale di Johnny Pemberton.

## Produzione
Il 16 giugno 2020 è stato annunciato che Nickelodeon ha ordinato una serie animata dal regista dello storyboard di SpongeBob, John Trabbic III. Prodotta da Nickelodeon Animation Studio, la serie è stata sviluppata in remoto durante la pandemia di COVID-19. L'animazione è stata realizzata da Yowza! Animation in Canada.
Il 18 marzo 2021, durante gli upfront di Nickelodeon è stato rivelato che la serie sarebbe stata presentata in anteprima a luglio 2021. In seguito è stata fissata la data per il 9 luglio 2021, rilasciando un trailer della serie.